# Cayo Emilio Mamercino
Cayo o Gayo Emilio Mamercino  fue un político y militar romano del siglo IV a. C., perteneciente a la gens Emilia.

## Familia
Mamercino fue miembro de los Emilios Mamercinos, la más antigua rama familiar patricia de la gens Emilia.

## Carrera pública
Fue elegido tribuno consular en dos ocasiones. En la primera, en el año 394 a. C., estuvo encargado con su colega Espurio Postumio Albino Regilense la guerra contra los ecuos. Después de derrotarlos, decidió instalar su campamento en la fortaleza de Verrugo mientras Postumio devastaba el territorio. Un ataque sorpresa de los ecuos contra las tropas de Postumio cerca de Verrugo pilló desprevenido a Mamercino que no pudo evitar que sus soldados huyeran despavoridos a Tusculum.
Siendo tribuno consular por segunda vez, en el año 391 a. C., se le asignó la guerra contra los volsinienses con su colega Lucio Lucrecio Flavo Tricipitino, a quienes derrotaron en batalla campal e hicieron ocho mil prisioneros. A condición de que pagaran un fuerte tributo, se concedió a los de Volsinii una tregua de veinte años.